# Nico O'Reilly
Nico O'Reilly (ur. 21 marca 2005 w Manchesterze) – angielski piłkarz, występujący na pozycji lewego obrońcy lub pomocnika w angielskim klubie Manchester City F.C., którego jest wychowankiem oraz w reprezentacji Anglii U-20.